# Bistum Bridgetown
Das Bistum Bridgetown (lat.: Dioecesis Pontipolitana) ist eine römisch-katholische Diözese mit Sitz in Bridgetown in Barbados. Es umfasst die Insel Barbados.

## Geschichte
Papst Paul VI. gründete am 7. März 1970 das Bistum Bridgetown-Kingstown aus Gebietsabtretungen des Bistums Saint George’s in Grenada und unterstellte es dem Erzbistum Port of Spain als Suffraganbistum.
Am 23. Oktober 1989 wurde das Bistum geteilt in das Bistum Bridgetown und das Bistum Kingstown.

## Bischöfe

### Bischöfe von Bridgetown-Kingstown
- Anthony Hampden Dickson (19. Oktober 1970–23. Oktober 1989)

### Bischöfe von Bridgetown
- Anthony Hampden Dickson (23. Oktober 1989–23. April 1995)
- Malcolm Patrick Galt CSSp (23. April 1995–31. Mai 2005)
- Charles Jason Gordon (8. Juli 2011–19. Oktober 2017, dann Erzbischof von Port of Spain; vom 8. Juli 2011 bis zum 22. Dezember 2015 zudem Bischof von Kingstown)
- Neil Sebastian Scantlebury (seit 28. Dezember 2020)